# Josh Emmett
Josh Emmett (Phoenix, 4 marzo 1985) è un lottatore di arti marziali miste statunitense.
Combatte nella divisione dei pesi piuma per la promozione UFC. In precedenza ha militato anche nelle organizzazioni West Coast Fighting Championship e King of the Cage.

## Caratteristiche tecniche
Emmett è un lottatore che predilige il combattimento a terra, nel quale dimostra un discreto ground game e buona abilità nelle sottomissioni. È tuttavia valido anche nelle fasi in piedi.
Tra i suoi punti di forza figurano lo spirito competitivo, l'esplosività, un ottimo cardio e l'intelligenza sull'ottagono.

## Carriera nelle arti marziali miste

### Ultimate Fighting Championship
Nella prima metà del 2016 sigla un contratto con la promozione UFC. 
Compie il suo debutto sull'ottagono l'8 maggio dello stesso anno quando sfida il guamense Jon Tuck a UFC Fight Night 87, in sostituzione dell'infortunato Nick Hein. A match in corso lo statunitense subisce una frattura al pollice nel tentativo di difendersi da un calcio a giro dell'avversario e l'incontro viene temporaneamento sospeso. Emmett si aggiudicherà comunque la vittoria tramite decisione non unanime coi punteggi di 29-28, 28-29 e 29-28.

## Risultati nelle arti marziali miste
| Risultato | Record | Avversario      | Metodo                             | Evento                                       | Data              | Round | Tempo | Città                     | Note                                        |
| --------- | ------ | --------------- | ---------------------------------- | -------------------------------------------- | ----------------- | ----- | ----- | ------------------------- | ------------------------------------------- |
| Sconfitta | 19-5   | Lerone Murphy   | Decisione (unanime)                | UFC on ESPN: Emmett vs. Murphy               | 5 aprile 2025     | 5     | 5:00  | Las Vegas, Stati Uniti    |                                             |
| Vittoria  | 19-4   | Bryce Mitchell  | KO (pugno)                         | UFC 296                                      | 16 dicembre 2023  | 1     | 1:57  | Las Vegas, Stati Uniti    | Performance of the Night                    |
| Sconfitta | 18-4   | Ilia Topuria    | Decisione (unanime)                | UFC on ABC: Emmett vs. Topuria               | 24 giugno 2023    | 5     | 5:00  | Jacksonville, Stati Uniti | Fight of the Night                          |
| Sconfitta | 18-3   | Yair Rodríguez  | Sottomissione (triangolo)          | UFC 284: Makhachev vs. Volkanovski           | 12 febbraio 2023  | 2     | 4:19  | Perth, Australia          | Per il titolo dei pesi piuma UFC ad interim |
| Vittoria  | 18-2   | Calvin Kattar   | Decisione (non unanime)            | UFC on ESPN: Kattar vs. Emmett               | 18 giugno 2022    | 5     | 5:00  | Austin, Texas             | Fight of the Night                          |
| Vittoria  | 17-2   | Dan Ige         | Decisione (unanime)                | UFC 269: Oliveira vs. Poirier                | 11 dicembre 2021  | 3     | 5:00  | Las Vegas, Stati Uniti    |                                             |
| Vittoria  | 16-2   | Shane Burgos    | Decisione (unanime)                | UFC on ESPN: Blaydes vs. Volkov              | 20 giugno 2020    | 3     | 5:00  | Las Vegas, Stati Uniti    | Fight of the Night                          |
| Vittoria  | 15-2   | Mirsad Bektić   | KO tecnico (pugno)                 | UFC Fight Night: de Randamie vs. Ladd        | 13 luglio 2019    | 1     | 4:25  | Sacramento, Stati Uniti   | Performance of the Night                    |
| Vittoria  | 14-2   | Michael Johnson | KO (pugno)                         | UFC on ESPN: Barboza vs. Gaethje             | 30 marzo 2019     | 3     | 4:14  | Philadelphia, Stati Uniti |                                             |
| Sconfitta | 13-2   | Jeremy Stephens | KO (pugni e gomitate)              | UFC on Fox: Emmett vs. Stephens              | 24 febbraio 2018  | 2     | 1:35  | Orlando, Stati Uniti      |                                             |
| Vittoria  | 13-1   | Ricardo Lamas   | KO (pugno)                         | UFC on Fox: Lawler vs. dos Anjos             | 16 dicembre 2017  | 1     | 4:33  | Winnipeg, Canada          | Incontro catchweight (148.5 lbs)            |
| Vittoria  | 12-1   | Felipe Arantes  | Decisione (unanime)                | UFC Fight Night: Cerrone vs. Till            | 21 ottobre 2017   | 3     | 5:00  | Danzica, Polonia          | Ritorno ai pesi piuma                       |
| Sconfitta | 11-1   | Desmond Green   | Decisione (non unanime)            | UFC 210: Cormier vs. Johnson 2               | 8 aprile 2017     | 3     | 5:00  | Buffalo, Stati Uniti      |                                             |
| Vittoria  | 11-0   | Scott Holtzman  | Decisione (unanime)                | UFC on Fox: VanZant vs. Waterson             | 17 dicembre 2016  | 3     | 5:00  | Sacramento, Stati Uniti   |                                             |
| Vittoria  | 10-0   | Jon Tuck        | Decisione (non unanime)            | UFC Fight Night: Overeem vs. Arlovski        | 8 maggio 2016     | 3     | 5:00  | Rotterdam, Paesi Bassi    | Debutto in UFC                              |
| Vittoria  | 9-0    | Christos Giagos | TKO (pugni)                        | West Coast Fighting Championship 16          | 23 gennaio 2016   | 3     | 2:21  | Sacramento, Stati Uniti   | Difende il titolo pesi leggeri WCFC         |
| Vittoria  | 8-0    | Rocky Johnson   | Sottomissione (arm-triangle choke) | KOTC: Total Elimination                      | 3 ottobre 2015    | 1     | 2:45  | Oroville, Stati Uniti     | Incontro catchweight (165 lbs)              |
| Vittoria  | 7-0    | Brandon Ricetti | Decisione Tecnica (unanime)        | West Coast Fighting Championship 12          | 15 novembre 2014  | 5     | 0:24  | Sacramento, Stati Uniti   | Vince il titolo pesi leggeri WCFC           |
| Vittoria  | 6-0    | Tony Rios       | Decisione (unanime)                | West Coast Fighting Championship 11          | 13 settembre 2014 | 3     | 5:00  | Sacramento, Stati Uniti   |                                             |
| Vittoria  | 5-0    | Tramain Smith   | TKO (pugni)                        | West Coast Fighting Championship 9           | 26 aprile 2014    | 1     | 2:28  | Sacramento, Stati Uniti   | Debutto nei pesi leggeri                    |
| Vittoria  | 4-0    | Adin Duenas     | Decisione (unanime)                | West Coast Fighting Championship 8           | 15 febbraio 2014  | 3     | 5:00  | Sacramento, Stati Uniti   |                                             |
| Vittoria  | 3-0    | Noah Schnable   | TKO (pugni)                        | West Coast Fighting Championship 7           | 16 novembre 2013  | 1     | 0:45  | Jackson, Stati Uniti      |                                             |
| Vittoria  | 2-0    | Mike Ryan       | Sottomissione (guillotine choke)   | West Coast Fighting Championship 6           | 3 agosto 2013     | 1     | 1:52  | Placerville, Stati Uniti  |                                             |
| Vittoria  | 1-0    | Emilio Gonzales | Decisione (unanime)                | Capitol Fighting Championships: Fall Classic | 8 ottobre 2011    | 3     | 5:00  | Sacramento, Stati Uniti   | Debutto nei pesi piuma                      |